# Darmstädter und Nationalbank
La Darmstädter und Nationalbank, connue sous le nom de Danatbank, est une banque allemande issue de la fusion de la Darmstädter Bank für Handel und Industrie et de la Banque nationale pour l'Allemagne (de) en 1922.

## Histoire

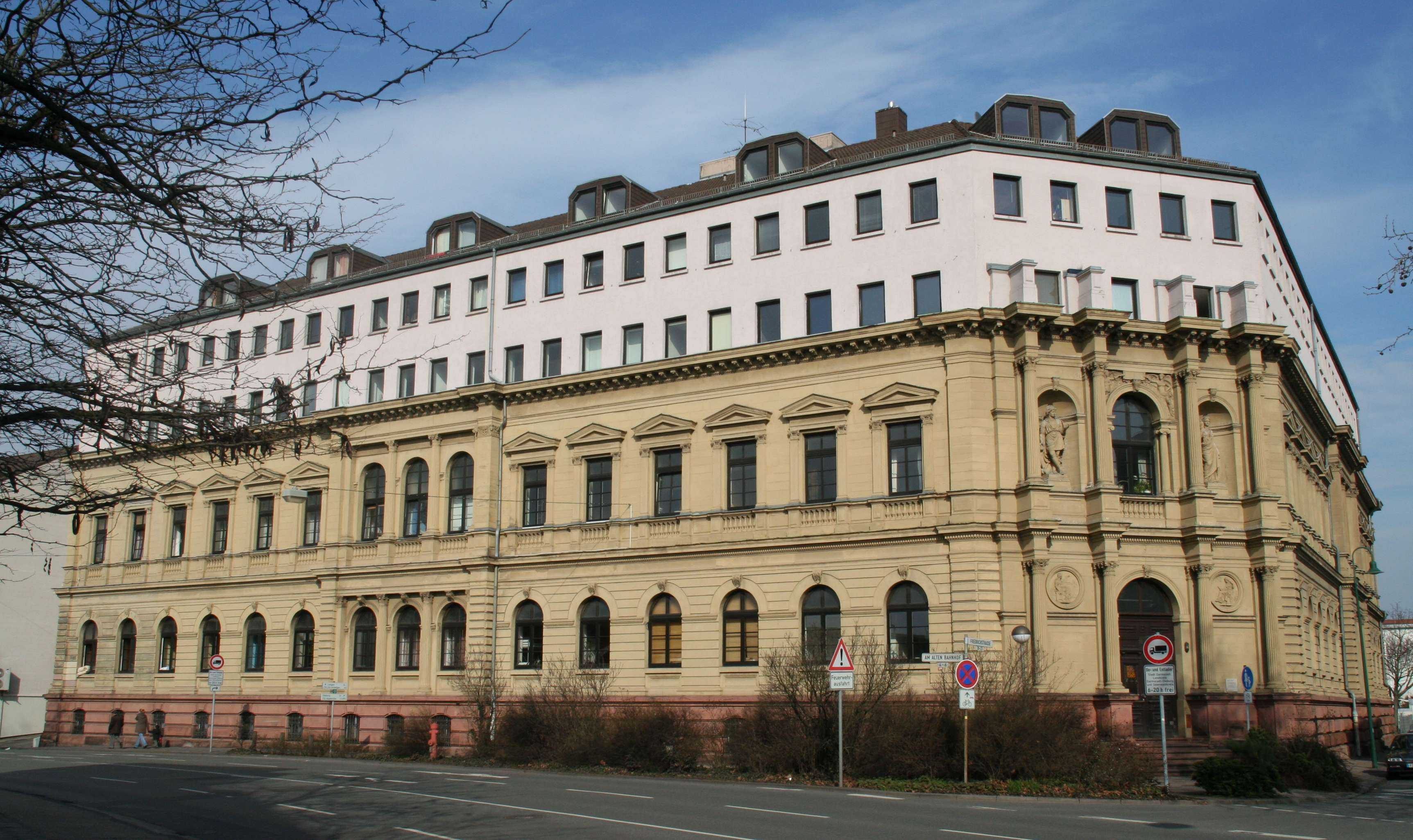
Siège de la Darmstädter Bank für Handel und Industrie à Darmstadt.

La Darmstädter Bank für Handel und Industrie (généralement appelée la Darmstadt bank), dont le siège est à Darmstadt, a été fondée en 1853 par Gustav von Mevissen, Moritz von Haber et Abraham Oppenheim sur le modèle de la banque française Crédit Mobilier, avec un capital de 25 millions de florins. La banque a élargi son domaine d'activité en ouvrant des succursales à Berlin en 1871, à Szczecin en 1900, à Hanovre en 1901 et à Düsseldorf, Munich et Nuremberg en 1910. En 1873, la banque a déménagé son siège de Darmstadt à Berlin. Elle reprit la Breslauer Disconto-Bank avec ses 19 succursales en 1913.

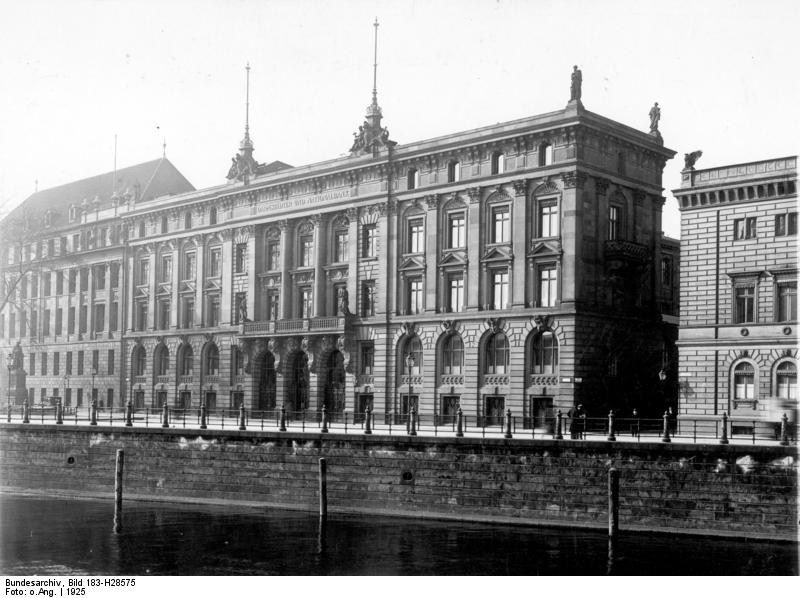
Le principal bâtiment administratif de la Danat Bank en 1925, 1-4 Schinkelplatz à Berlin.

En 1920, la Darmstädter Bank für Handel und Industrie et la Nationalbank für Deutschland forment la Bankengemeinschaft Darmstädter-Nationalbank Berlin. Les deux banques ont la garantie mutuelle du capital et des réserves de plus d'un milliard de marks. La fusion des deux banques est complète en 1922 sous le nom de Darmstädter und Nationalbank, en abrégé Danat Bank. Cela a créé une des plus grandes banques commerciales de la République de Weimar.
En 1931, la Danatbank était la deuxième plus grande banque en Allemagne.
Par ordonnance du gouvernement impérial, la Darmstädter und Nationalbank a ensuite fusionné avec Dresdner Bank.

## Sources
- (de) Karl Erich Born, Die deutsche Bankenkrise 1931 Finanzen und Politik, München 1967
- (de) Karl Erich Born, Geld und Banken im 19. und 20. Jahrhundert, Stuttgart 1976
- (de) Manfred Pohl, Konzentration im deutschen Bankwesen (1848-1980), Frankfurt am Main 1982